# وارنر أندرسون
وارنر أندرسون (بالإنجليزية: Warner Anderson)‏ هو ممثل أمريكي، ولد في 10 مارس 1911 ببروكلين في الولايات المتحدة، وتوفي في 26 أغسطس 1976 في الولايات المتحدة بسبب سرطان.

## أعمال

### أفلام
- (1943) هذا جيشي
- (1948) القيادة العليا
- (1951) قصة محقق

## وصلات خارجية
- وارنر أندرسون على موقع IMDb (الإنجليزية)
- وارنر أندرسون على موقع ألو سيني (الفرنسية)
- وارنر أندرسون على موقع أول موفي (الإنجليزية)
- وارنر أندرسون على موقع قاعدة بيانات برودواي على الإنترنت (الإنجليزية)
- وارنر أندرسون على موقع قاعدة بيانات الأفلام السويدية (السويدية)
- وارنر أندرسون على موقع إن إن دي بي (الإنجليزية)
- وارنر أندرسون على موقع قاعدة بيانات الفيلم (الإنجليزية)
- وارنر أندرسون على موقع كينوبويسك (الروسية)